# Drum interzis 3
Wrong Turn 3: Left for Dead este un film horror american din 2009, regizat de Declan O'Brien. Aceasta este cea de-a treia parte din seria de filme Wrong Turn și îi are în rolurile principale pe Tom Frederic, Janet Montgomery și Tamer Hassan. Filmul a fost lansat pe DVD și Blu-ray pe 20 octombrie 2009.

## Distribuție
- Tom Frederic — Nate Wilson
- Janet Montgomery — Alex Hale
- Gil Kolirin — Floyd
- Christian Contreras — William Juarez
- Jake Curran — Crawford
- Tom McKay — Brandon
- Chucky Venn — Walter
- Tamer Hassan — Carlo Chavez
- Louise Cliffe — Sophie
- Jack Gordon — Trey
- Charley Speed — Brent
- Borislav Petrov — Three-Toes
- Borislav Iliev — Three-Finger
- Mike Straub — Preslow
- Bill Moody — Sheriff Calvin Carver
- Emma Clifford — Deputy Ally Lane
- Mac McDonald — Warden Ladew
- Todd Jensen — U.S. Marshal
- Vlado Mihailov — U.S. Marshal Davis